# エディンバラ国際フェスティバル
エディンバラ国際フェスティバル（エディンバラこくさいフェスティバル、英: Edinburgh International Festival）は、スコットランドのエディンバラで開かれる公演藝術（performing arts）の祭典であり、8月から9月にかけて3週間にわたって開催され、主催者によって招待された、オペラ、演劇、音楽（特にクラシック音楽）、ダンスなどの分野の世界一流の芸術家が公演を行うもの。1985年には、蜷川幸雄の演出による『マクベス』（1985年）が上演され、高い評価を受けた。期間中は、エディンバラ城内でミリタリー・タトゥー（軍楽隊の分列行進のショー）が毎夜催され、街中のいたるところで大道芸人がパフォーマンスを繰り広げるなど、荘重な古都エディンバラが華やかな祭りの雰囲気に染まる。

## 歴史
第1回のフェスティバル（そして、当時はその名では呼ばれていなかったエディンバラ・フェスティバル・フリンジの第1回）は、まだ第二次世界大戦の余燼消えやらぬ1947年、「人間精神の開花の礎を提供し」、スコットランドと英国とヨーロッパの文化的生活を豊かにするためという楽観主義的な目標のもとに開催された。フェスティバルの創設者は、当時グラインドボーン音楽祭（Glyndbourne Festival Opera）の総監督であったルドルフ・ビング（en）、ブリティッシュ・カウンシルのスコットランド代表ヘンリー・ハーヴェイ・ウッド（en）、それにエディンバラ市民の有志であり、当初からフェスティバルは8月に行われてきた。

## 現況
現在、フェスティバルの本拠地は、エディンバラ城のすぐ近く、かつてはスコットランド国教会の集会場だったザ・ハブ（The Hub）と称されるゴシック建築の威容を誇る建物に置かれている。
フェスティバルは年度ごとの収支決算を目標としており、例えば、2004年度のフェスティバルの総予算は680万ポンドで、内訳は、チケット売り上げ27％、その他の収入（放送権料、出版物など）4％、広告料および寄付27％、公的補助金（主としてエディンバラ市から）42％となっている。2004年には、フェスティバルの演目に33万5千人が入場、そのうち地元スコットランド人が60％、英国の他の地域から26％、海外からの客が14％という割合だった。
フェスティバル期間中の公演以外に、広範にわたる教育や芸術活動支援のためのワークショップ、講演会などが年間を通じて開催されている。

## 主な会場
- アッシャー・ホール（収容人数2,300人）
- フェスティバル・シアター（同1,800人：主としてオペラの上演用）
- エディンバラ・プレイハウス（同2,900人）
- ロイヤル・ライシューム・シアター（同650人）
- クイーンズ・ホール（同920人）
- ザ・ハブ（同420人）

## 同時期に開催される他のフェスティバル
エディンバラ国際フェスティバルと同じ時期に、およそ10の他のフェスティバルが開催される。それらをすべて含めて、エディンバラ・フェスティバルと総称されている。エディンバラ国際映画祭（Edinburgh International Film festival）やエディンバラ国際ブック・フェスティバル（Edinburgh International Book Festival）などが知られるが、中でも最も有名なのはエディンバラ・フェスティバル・フリンジ（Edinburgh Festival Fringe）で、当初国際フェスティバルの一環として行われていたものが今や世界で最大の芸術祭となっている。